# Audi Field
Das Audi Field ist ein Fußballstadion in der US-amerikanischen Hauptstadt Washington, D.C. Es löste das Robert F. Kennedy Memorial Stadium (RFK Stadium) als Spielstätte des Fußball-Franchises D.C. United aus der Major League Soccer (MLS) zur Saison 2018 ab.

## Geschichte
Seit 1996 war D.C. United im RFK Stadium beheimatet. Das Stadion wurde 1961 eröffnet und ist nach heutigen Maßstäben veraltet. 15 der 22 Mannschaften der MLS-Saison 2017 trugen ihre Partien in neuerrichteten oder umgebauten Fußballstadien aus. Der Rest nutzt moderne Arenen für American Football oder Baseball. Eines der erfolgreichsten Franchises der Liga mit vier Meistertiteln spielte jedoch im ältesten Stadion.
Seit einigen Jahren bestand daher der Wunsch der Fans nach einem reinen Fußballstadion für D.C. United. Als schwierig erwies sich die Suche nach dem richtigen Standort der Spielstätte. Schon 2006 verhandelte D.C. United mit der Stadt über einen Stadionbau mit 27.000 Plätzen in Southwest Washington, D.C. Im Juli 2007 scheiterten die Verhandlungen.
Am 25. Juli 2013 gaben D.C. United und Bürgermeister Vincent C. Gray die Unterzeichnung eines Vertrages zum Bau eines Fußballstadions bekannt. Es wird in Buzzard Point, einem Gelände auf einer Halbinsel, am Zusammenfluss des Potomac und des Anacostia River, im Südwesten von Washington, D.C., gebaut. Die Vereinbarung sah eine öffentlich-private Partnerschaft (ÖPP) vor, um ein Stadion mit 20.000 bis 25.000 Plätzen für 300 Mio. US-Dollar zu errichten. Der Standort liegt nur drei Häuserblocks vom Nationals Park entfernt, dem Stadion des Baseballteams der Washington Nationals aus der MLB. Im Juni 2014 veröffentlichte das Architekturbüro Populous erste gerenderte Bilder seines Stadionenwurfs.
Mitte Februar 2017 wurde bekannt, dass der US-amerikanische Ableger des deutschen Autobauers Audi Namenssponsor der zukünftigen Heimat der D.C. United wird und es Audi Field heißen wird. Der Vertrag hat eine Laufzeit von 12 Jahren und soll einer der am höchsten dotierten Verträge in der MLS sein.
Am 27. Februar 2017 wurde der symbolische Spatenstich auf der Baustelle ausgeführt. Die Turner Construction Company setzte die Pläne der Architekturbüros Populous sowie Marshall Moya Design um. Der Neubau auf einer Fläche von 500.000 sq ft (rund 46.452 m2) besitzt 20.000 Zuschauerplätze sowie 31 Luxus-Suiten und einen Fahrrad-Parkservice. Neben dem Fußball werden Konzerte, Kultur- und Gemeindeveranstaltungen stattfinden. Zum Komplex gehören auch Wohnhäuser sowie Läden, die das ganze Jahr geöffnet sind. Die Kosten sollten sich auf rund 300 Mio. US-Dollar belaufen, die sich die Stadt und D.C. United teilen. Nach 13 Jahren der Planung konnte die Errichtung der neuen Heimstätte beginnen.
Im Juni des Jahres wurde bekannt, dass der Stadionbau mit rund 22 Mio. Euro durch das Ministerium für Energie und Umwelt gefördert wird. Die Summe wurde in die Nachhaltigkeit investiert. So wurde auf dem Stadiondach eine Solaranlage installiert. Sie soll im Jahr 1 Mio. kWh produzieren, was etwa ein Drittel des Energiebedarfs des Stadions darstellt. Auch wurde ein System zum Auffangen von Regenwasser verbaut. Des Weiteren wurden hocheffiziente Heiz- und Kühlsysteme, eine zusätzliche Gebäudeisolierung sowie wassersparende Sanitäranlagen installiert. Die Beleuchtung durch eine LED-Flutlichtanlage soll eine jährliche Kostenersparnis von bis zu 110.000 Euro bringen.
Ein halbes Jahr nach der Zeremonie mit dem ersten Spatenstich nahm im August 2017 die neue Spielstätte Formen an. Da das Stadion erst im Juli 2018 fertiggestellt wurde, musste das Team aus Washington an den ersten 14 Spieltagen der im März begonnenen Saison 2018 insgesamt 12 Auswärtsspiele absolvieren. Je ein Heimspiel bestritt das Team zudem im Maryland SoccerPlex und im Navy-Marine Corps Memorial Stadium.
Mit dem zeremoniellen Durchschneiden des Bandes wurde das Audi Field am 9. Juli 2018 eröffnet. Am 14. Juli traf D.C. United in der 400 Mio. US-Dollar teuren Spielstätte auf die Vancouver Whitecaps und bezwang sie mit 3:1. Neuzugang Wayne Rooney machte sein erstes Spiel für den Club. In der mit 20.504 Besuchern gefüllten Anlage erzielte der Argentinier Yamil Asad für D.C. in der 27. Minute das erste Tor.
Am 12. November 2019 gab Washington Spirit aus der National Women’s Soccer League (NWSL) bekannt, dass die Mannschaft in der Saison 2020 vier ihrer zwölf Heimspiele im Audi Field austragen wird. Die erste Partie der Spirit im Audi Field wurde am 25. August 2018 ausgetragen. Washington Spirit bezwang den Portland Thorns FC mit 1:0. Die 7976 Besucher bedeuteten einen neuen Zuschauerrekord für den Club.
Anfänglich bestritt das Fußball-Franchise Loudoun United aus der USL Championship die Heimpartien im Audi Field, da das Segra Field noch im Bau war.
Von 2020 bis 2023 trugen die DC Defenders aus der American-Football-Liga XFL ihre Heimspiele im Audi Field aus. Seit 2024 gehören sie der United Football League (UFL) an. Ebenfalls ab 2024 ist das Audi Field Spielstätte des Frauenfußball-Franchise des DC Power FC aus der USL Super League.

## Galerie

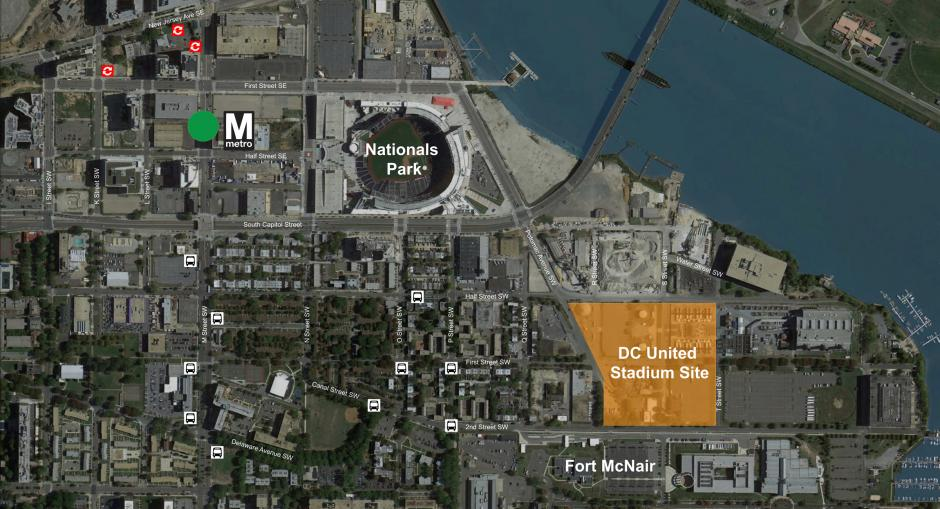
Satellitenbild vom Standort des Audi Field in Buzzard Point. In der Nähe liegt der Nationals Park.
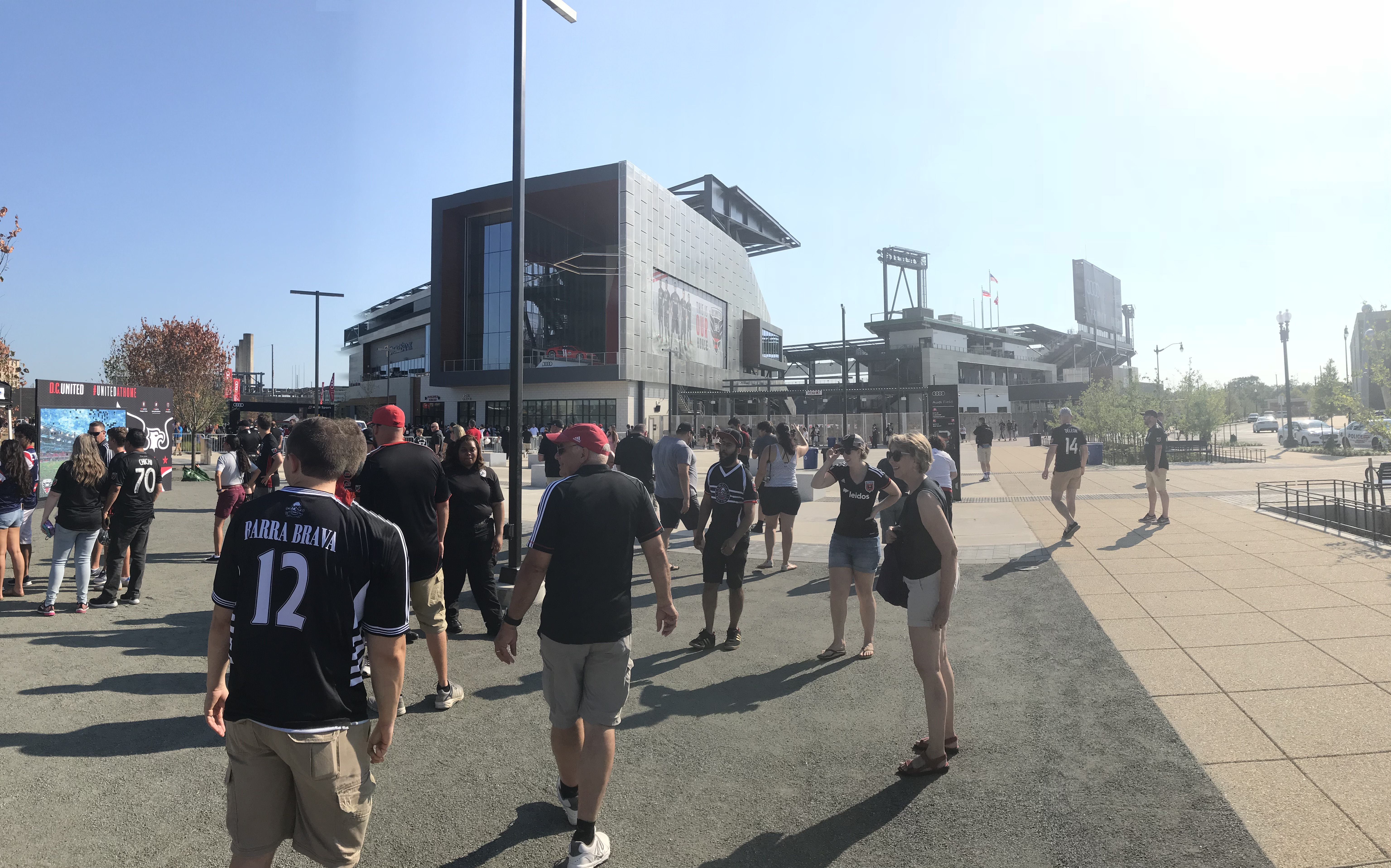
Eingang zum Stadion
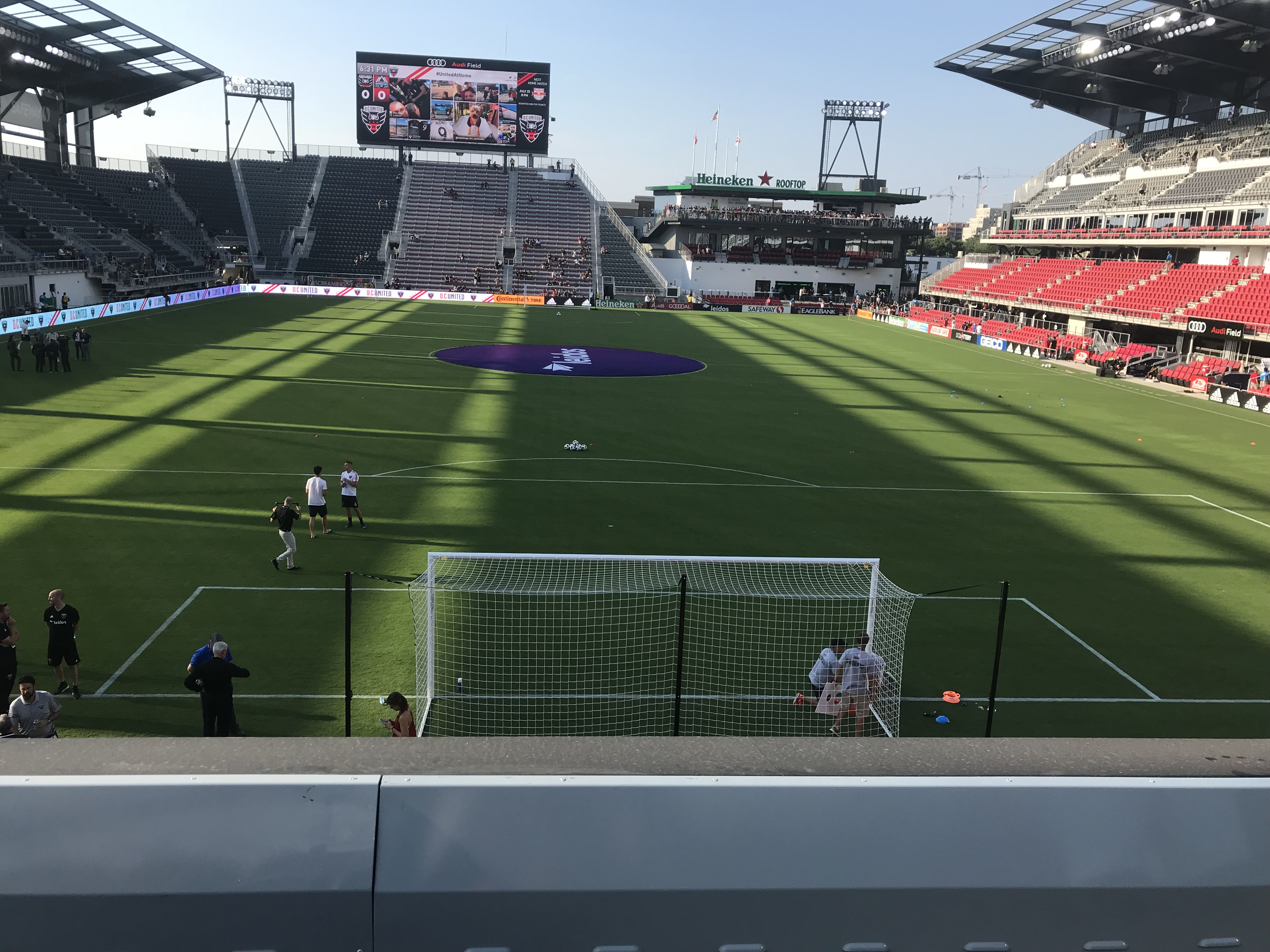
Das Audi Field vor dem Eröffnungsspiel
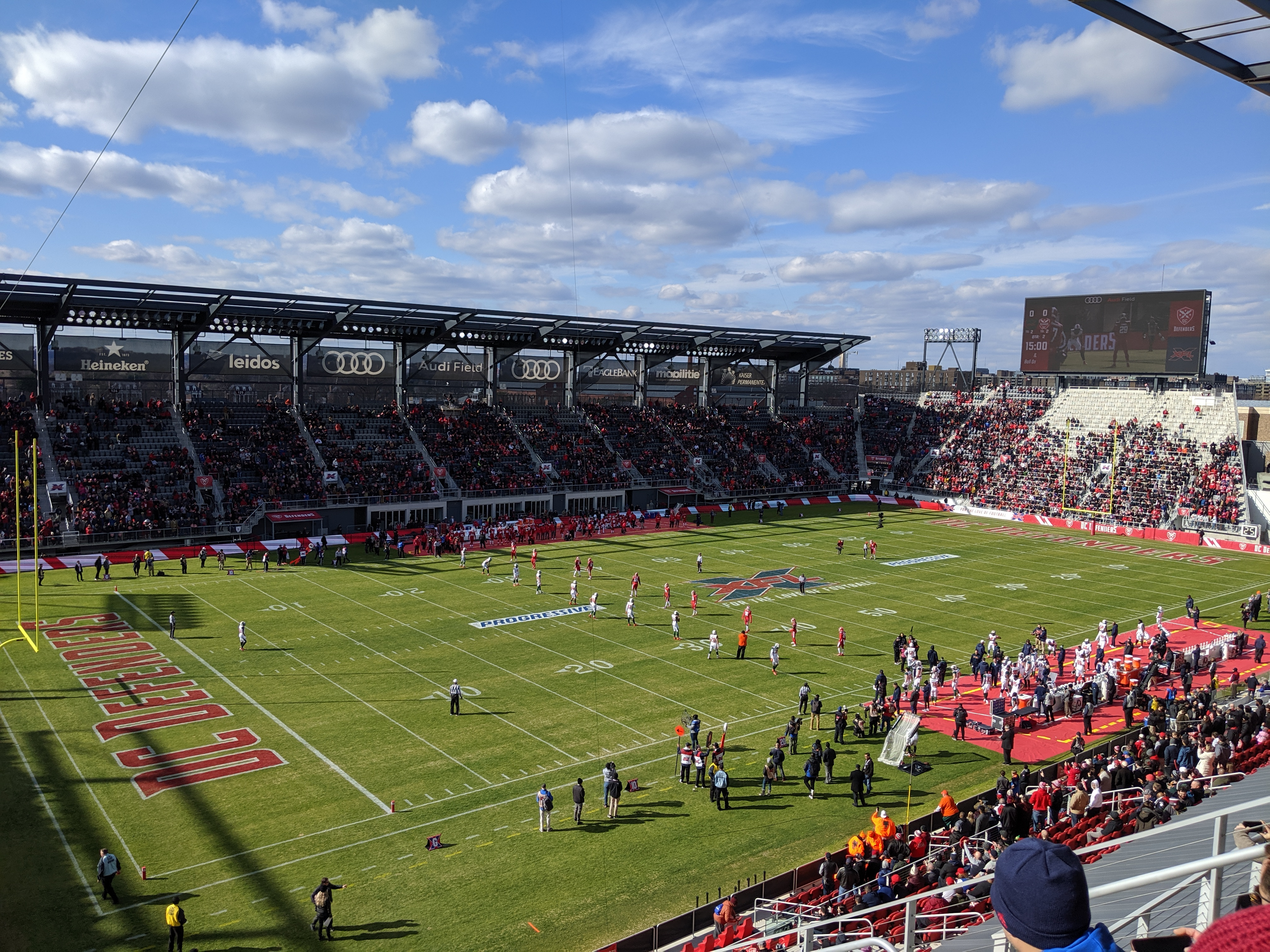
Kickoff für das erste Spiel der DC Defenders im Audi Field gegen die Seattle Dragons am 8. Februar 2020